# Bleikja
Ne doit pas être confondu avec Bleikja (Kvinnherad), Bleikja (Bjørnafjorden) ou Bleikja (Tysnes).
Bleikja est une île norvégienne du comté de Hordaland appartenant administrativement à Bømlo.

## Description
Rocheuse et désertique, elle s'étend sur environ 2,3 km de longueur pour une largeur approximative de 1,3 km. Elle compte de nombreuses habitations, est traversée au nord par la route 542 et a deux quais d’amarrage principaux. 